# 珍州
珍州（ちんしゅう）は、中国にかつて存在した州。唐代から北宋にかけて、現在の重慶市南西部と貴州省遵義市北部にまたがる地域に設置された。

## 概要
642年（貞観16年）、唐により珍州が置かれた。742年（天宝元年）、珍州は夜郎郡と改称された。758年（乾元元年）、夜郎郡は珍州の称にもどされた。珍州は江南西道に属し、夜郎・麗皋・楽源の3県を管轄した。
北宋のとき、珍州は夔州路に属し、楽源・綏陽の2県を管轄した。